# Ballate op. 10 (Brahms)
Le Ballate op. 10 sono quattro composizioni per pianoforte scritte da Johannes Brahms nell'estate del 1854 e pubblicate nel 1856. Sono dedicate al suo amico Julius Otto Grimm. Sono comunemente considerate fra le sue migliori composizioni pianistiche giovanili. La loro composizione coincise con l'inizio della relazione affettiva tra il compositore e Clara Schumann, della quale Brahms fu a lungo innamorato e che aiutò il di lui esordio nella carriera di musicista. 
Le quattro ballate appaiono disposte in gruppi di due, dove i membri di ciascuna coppia sono in tonalità parallele: 
- N. 1 in re minore, Andante;
- N. 2 in re maggiore, Andante;
- N. 3 in si minore, Intermezzo. Allegro;
- N. 4 in si maggiore, Andante con moto.

La terza ballata è nella tonalità relativa rispetto alla seconda; la tonalità di ogni ballata è preannunciata dalla sezione mediana del brano precedente.
La prima Ballata, in re minore, è ispirata alla poesia scozzese Edward, contenuta nella raccolta Stimmen der Völker in ihren Liedern ("La voce dei popoli nei loro canti") a cura di Johann Gottfried Herder. Tale Ballata è considerata uno dei migliori esempi dello stile brahmsiano detto "ossianico" o "bardico": i suoi accordi di quinta, di ottava e le sue semplici armonie triadiche vogliono evocare un senso di remota arcaicità mitologica.
Originariamente Brahms aveva intitolato la raccolta "Ballate e un Intermezzo"; al momento della stampa, però, il compositore optò per l'attuale denominazione, più generica, forse perché in caso contrario avrebbe dovuto designare in modo specifico anche il quarto pezzo della raccolta, il quale, per il suo carattere, somiglia più a un notturno o a un'elegia. Il ruolo di transizione giocato dall'Intermezzo è evidenziato da alcune sottili analogie motiviche fra esso e i restanti tre brani.
Fra i più importanti pianisti che hanno interpretato tutte le Ballate o solo alcune di esse, si possono menzionare Arturo Benedetti Michelangeli, Arthur Rubinstein, Ėmil' Gilel's, Svjatoslav Richter, Glenn Gould, Wilhelm Kempff, Julius Katchen, Krystian Zimerman e Claudio Arrau.